# Diocèse de Machiques
Le diocèse de Machiques (en latin : Diœcesis Machiquesensis ; en espagnol : Diócesis de Machiques) est un diocèse de l'Église catholique au Venezuela, suffragant de l'archidiocèse de Maracaibo.

## Territoire

Carte des diocèses du Venezuela avec le diocèse de Machiques en rouge

Le diocèse se situe dans la partie sud-ouest de l'État de Zulia, l'autre partie de cet État étant partagé par les diocèses de Cabimas, El Vigía-San Carlos del Zulia et par l'archidiocèse de Maracaibo. Il a un territoire de 25 136 km2 avec 17 paroisses et son siège épiscopal est à Machiques où se trouve la cathédrale de Notre Dame du Carmel.

## Histoire
Le vicariat apostolique de Machiques est érigé le 26 mai 1943 en prenant une partie du territoire du diocèse de Zulia (aujourd'hui archidiocèse de Maracaibo). Le 9 avril 2011, le vicariat est élevé au rang de diocèse par la bulle Cum Vicariatus du pape Benoît XVI.

## Évêques
- Angel Turrado Moreno, O.F.M.Cap (1944-1954) vicaire apostolique
- Miguel Saturnino Aurrecoechea Palacios, O.F.M.Cap (1955-1986) vicaire apostolique
- Agustín Romualdo Álvarez Rodríguez, O.F.M.Cap (1986-1995) vicaire apostolique
- Ramiro Díaz Sánchez, O.M.I (1997-2011) vicaire apostolique
- Jesús Alfonso Guerrero Contreras O.F.M.Cap (2011-2018) 1er évêque de Machiques, nommé évêque de Barinas

## Sources
- www.catholic-hierarchy.org